# C7H18N4
化学式C7H18N4（摩尔质量：158.24 g/mol）可以指：
- N-(6-氨基己基)胍，CAS号：61593-24-6
- N-[2-(二乙氨基)乙基]胍，CAS号：13845-72-2
- 1-甲基-4-(2-肼基乙基)哌嗪，CAS号：13562-46-4

|  | 这个同类索引页列出了具有相同分子式的化学物（即同分異構體）条目。 除非您是有意链接至本页，否则应将相应条目的内部链接指向正确的条目。 |